# Тровайоли, Армандо
Арма́ндо Тровайо́ли (итал. Armando Trovajoli; 2 сентября 1917[…], Рим — 28 февраля 2013, Рим) — итальянский композитор   и пианист.
На счету Тровайоли   более чем 300 музыкальных записей в качестве композитора и дирижёра. Автор многочисленных джазовых композиций и музыки к кинофильмам. Известен сотрудничеством с Витторио де Сика по ряду проектов, включая  «Боккаччо-70». Тровайоли был также создателем нескольких итальянских мюзиклов: среди них «Ругантино» (итал. Rugantino) и «Добавьте место за столом»  (итал. Aggiungi un posto a tavola).
Армандо Тровайоли — лауреат 11 кинематографических наград, включая Давида ди Донателло и «Серебряную ленту».
C 1962 по 1969 год был женат на актрисе Пьер Анджели.  Их сын Ховард Эндрю Ругантино появился на  свет в 1963 году.
Он умер в Риме в возрасте 95 лет 28 февраля 2013 года.